# Cour des comptes du Sénégal
Pour les articles homonymes, voir Cour des comptes.
La Cour des comptes du Sénégal (CDCS) est une institution supérieure sénégalaise de contrôle des finances publiques.
Son siège se trouve à Dakar.

## Histoire
En 1960, au moment de l'indépendance, une seule institution, la Cour suprême du Sénégal, remplit les fonctions de quatre institutions françaises : la Cour de cassation, le Conseil constitutionnel, le Conseil d'État et la Cour des comptes.
En 1992, trois institutions spécialisées sont créées au Sénégal : le Conseil constitutionnel,  le Conseil d'État et la Cour de cassation.
En 1999, la Cour des comptes est créée à son tour.
En 2012, son président est Abdou Bame Guèye, en fonction depuis 1999, date de création de la Cour. Mamadou Faye est le premier président de la cour en 2025.